# مسکو (مینه‌سوتا)
مسکو (به انگلیسی: Moscow) یک منطقهٔ مسکونی در ایالات متحده آمریکا است که در شهرستان فری‌بورن، مینه‌سوتا واقع شده‌است. مسکو ۳۷۰٫۰۳ متر بالاتر از سطح دریا واقع شده‌است.